# Sitemap
Als Sitemap rsp. Site-Map, seltener auch: Seitenübersicht, wird die vollständige hierarchisch strukturierte Darstellung aller Einzeldokumente (Webseiten) eines Internetauftritts bzw. einer Website bezeichnet (Seitenstruktur). Im Idealfall zeigt die Sitemap auch die hierarchischen Verknüpfungsstrukturen der Seiten an. Sie dient als Analyse- sowie als Planungsinstrument.
Eine Sitemap kann auch von den Betreibern einer Website zur Verfügung gestellt werden, um den Besuchern einen Überblick zu geben, welchen Umfang und welche Struktur ein Webauftritt hat. Bei sehr umfangreichen Internetauftritten können in der Sitemap nicht mehr alle Einzeldokumente angezeigt werden, so dass man sich auf die Darstellung der hierarchischen Struktur beschränkt.
Sitemaps haben eine wesentliche Funktion für die Suchmaschinenoptimierung.

## Abgrenzung

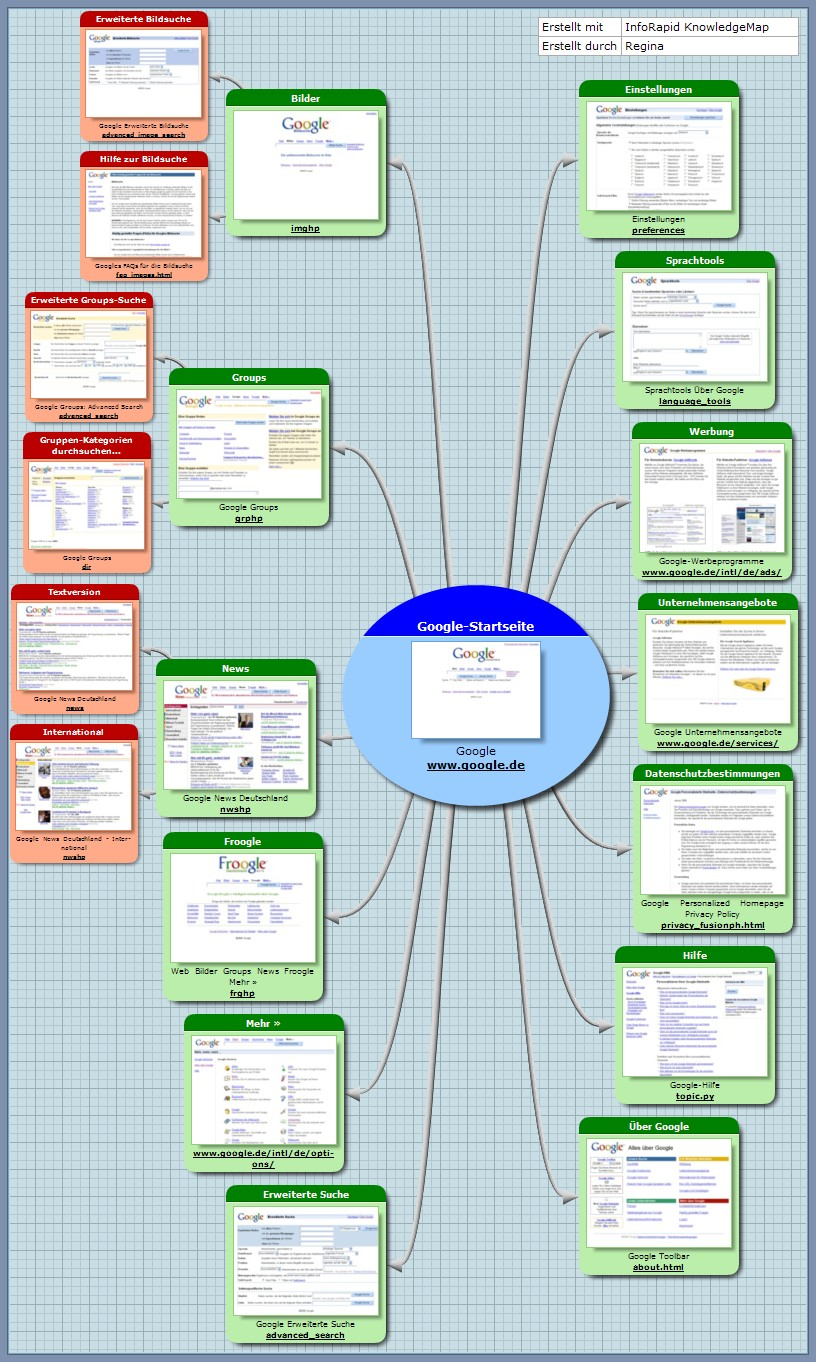
Organigramm der Internetpräsenz von Google.

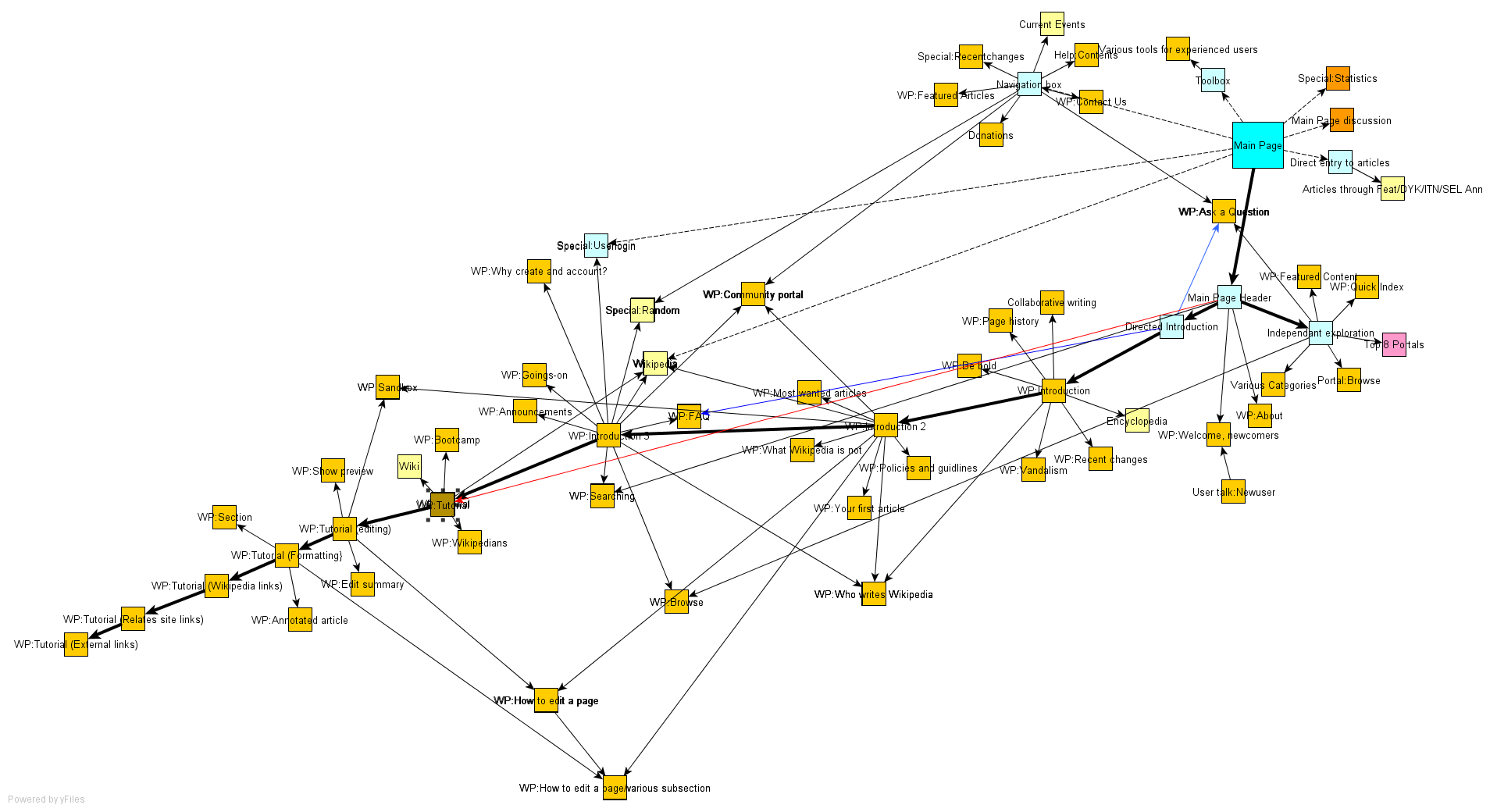
Darstellung der Verlinkung von Seiten untereinander

Die Sitemap ist nicht mit einem Inhaltsverzeichnis zu verwechseln. Das Inhaltsverzeichnis gibt an, welche Themen im Webauftritt enthalten sind. Dies muss sich nicht unbedingt mit Einzeldokumenten decken, denn eine einzelne Seite kann auch mehrere Themen enthalten. Genauso wenig ist die Sitemap mit einem (bspw. alphabetisch geordneten) Index zu verwechseln. Die Grenzen zwischen diesen Bereichen können allerdings fließend angelegt sein.

## Vor- und Nachteile
Sitemaps sind ein effektives Mittel zur Suchmaschinenoptimierung, da sie sicherstellen, dass alle Seiten einer Webpräsenz erreichbar sind.
Viele Suchmaschinen folgen zudem meist nur einer bestimmten Anzahl von Links innerhalb einer Website, sodass eine Sitemap bei sehr umfangreichen Webpräsenzen möglicherweise alleine dazu notwendig ist, dass Suchmaschinen alle Seiten einer Website erfassen. Sitemaps – sowohl im XML- als auch im HTML-Format – stellen der Suchmaschine sozusagen einen Index aller Seiten zur Verfügung und vereinfachen dadurch die Indexierung.
Von der Benutzerfreundlichkeit einer Website her gesehen ist eine gut strukturierte und übersichtliche Navigation allerdings einer Sitemap im Allgemeinen vorzuziehen. Auch über eine interne Suche innerhalb einer Webpräsenz findet ein Besucher meist schneller das, was er sucht; im Gegenzug entfällt für den Webmaster der Verwaltungsaufwand für eine Sitemap.
Wird eine Sitemap im HTML-Format angelegt, wird sie für Besucher nutzbar und kann neben der Navigationsleiste und der Suchfunktion als zusätzliche Orientierungshilfe dienen. Dadurch erhöht sich wiederum die Benutzerfreundlichkeit einer Website.

## Technisches
Die Sitemap ist in der Regel genauso ein elektronisches Dokument wie die anderen Dokumente, die darin dargestellt sind. Ihre oberste Ebene entspricht in der Regel der Navigationsleiste.
Bei Webseiten handelt es sich oft um eine (statische) HTML-Datei oder um eine dynamische Seite, die beispielsweise von einem Content-Management-System oder einer Wiki auf Basis aller vom Autor erstellten Seiten bei Aufruf generiert wird.

## Sitemaps für Suchmaschinen
Die Idee einer maschinenlesbaren Sitemap (z. B. für Suchmaschinen) führt zu dem Sitemaps-Protokoll, das URLs von Webseiten einschließlich einiger Metadaten (letzte Aktualisierung, Änderungshäufigkeit, Relevanz, Relation zu anderen URLs des Webauftritts, …) enthält. Solche Sitemaps ermöglichen Suchmaschinen beispielsweise eine leichtere Durchsuchbarkeit von Webauftritten.